# Crucero (yate)

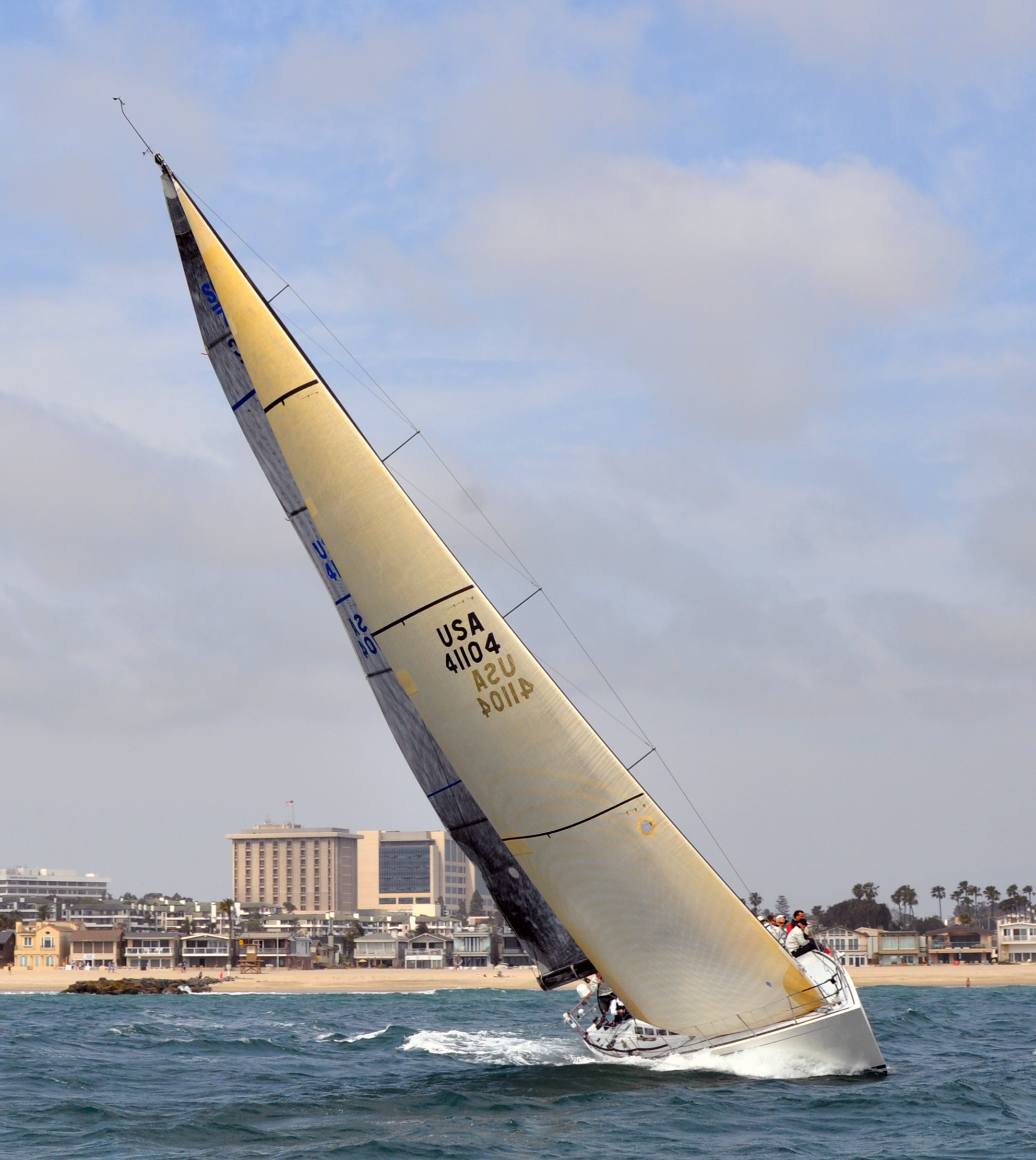
Un crucero navegando.

Crucero es un tipo de yate que se utiliza en la navegación de recreo o deportiva, específicamente, en la vela de crucero.
Son barcos que suelen disponer de propulsión a motor, aunque solo la utilicen en casos de emergencia o en maniobras fuera de regata, y poseen una estancia, llamada camarote, en el interior del barco, habitable y estanca, esto es, capaz de cerrarse de tal manera que no entre nada de agua. Nunca llevan mercancías.
Pueden ser monotipos, como las clases J/24, J/80, First Class 8, IMOCA y Soto 40, o de construcción específica. En este último caso, o cuando las regatas son abiertas a cualquier clase de crucero, compiten bajo sistemas de rating establecidos por normativas internacionales.